# Энн из Зелёных крыш (1985)
Энн из Зелёных крыш (англ. Anne of Green Gables) — канадский мини-сериал 1985 года по мотивам одноимённого произведения канадской писательницы Люси Мод Монтгомери с Миган Фоллоуз в главной роли. Первая из четырёх серий фильмов режиссёра Кевина Салливана для Канадской телерадиовещательной корпорации.
Премьерный показ состоялся 1 и 2 декабря 1985 года на канале CBC. Две части фильма стали наиболее успешными за всю историю канадского телерадиовещания.

## Сюжет
13-летняя рыжеволосая сирота Энн Ширли живёт в Новой Шотландии в приёмной семье Хэммондов на правах прислуги. От мыслей о своей тяжкой доле девочку спасают чтение и богатое воображение. После внезапной смерти мистера Хэммонда Энн отправляют в приют, куда приходит запрос на удочерение с острова Принца Эдуарда. Энн счастлива открывающейся перспективе обрести дом и семью в живописном крае.
На вокзале её встречает пожилой мистер Мэтью Катберт и отвозит домой, не решаясь сказать главного. Лишь в доме «Зелёные крыши» Энн узнаёт от Мариллы Катберт — сестры Мэтью, что произошла ошибка: Катберты просили прислать им на воспитание мальчика, чтобы он смог помогать по хозяйству, а не девочку. Тем не менее, брат и сестра решают повременить с отправкой Энн обратно в приют. Энн определяют в школу, где она заводит дружбу с соседской девочкой Дианой Барри и разбивает грифельную дощечку о голову мальчика Гилберта Блайта, потому что он дразнил Энн «морковкой» за её рыжие косы. Вечером Марилла к ужасу находит в комнате заплаканную Энн с выкрашенными зелёными волосами. Девочка по пути домой купила пузырёк чёрной краски, чтобы избавиться от рыжих волос, но они приобрели пугающий оттенок. Несмотря на все злоключения Энн, Марилла решает оставить девочку насовсем.
Обладающая живым воображением и даром находить приключения, Энн счастливо живёт с Катбертами в деревне Эйвонли, наполняя их жизнь весёлыми событиями. Успешно сдав выпускные экзамены, она поступает в Королевский колледж на преподавателя. После смерти Мэтью Гилберт отдаёт Энн свой пост учителя в местной школе, чтобы ей не пришлось оставлять Мариллу одну надолго. Давнее соперничество в обучении и старая обида между Энн и Гилбертом превращается в чувство глубокой симпатии.

## В ролях
| - Миган Фоллоуз — Энн Ширли - Коллин Дьюхёрст — Марилла Катберт - Ричард Фарнсуорт — Мэтью Катберт - Патрисия Гамильтон — Рэйчел Линд - Мэрилин Лайтстон — мисс Стэйси - Скайла Грант — Диана Барри - Джонатан Кромби — Гилберт Блайт - Чэрмион Кинг — тётя Жозефина Барри - Джекки Бороу — Амелия Эванс - Розмари Рэдклифф — миссис Барри - Иоахим Ханзен — Джон Сэдлер - Кристина Крюгер — миссис Аллан - Седрик Смит — преподобный Аллан - Пол Браун — мистер Филлипс - Миранда де Пенсье — Джози Пай - Триш Неттлтон — Джейн Эндрюс - Дженифер Инч — Руби Джилис - Джейн Иствуд — миссис Хэммонд - Дон Гринхол — миссис Кэдбари - Джек Матер — станционный смотритель - Саманта Лангевин — миссис Блюэтт | - Вивиан Реис — миссис Спенсер - Мэг Раффман — Элис Лоусон - Шон МакКанн — доктор О’Рейли - Роксалана Рослак — мадам Селитски - Роберт Хэйли — профессор - Роберт Коллинс — мистер Барри - Морган Чапман — Минни-Мэй Барри - Дэвид Робертс — Том - Нэнси Битти — Эсси - Дэвид Хьюз — Томас Линд - Венди Лайон — Присси Эндрюс - Зак Уорд — Муди Спёрджес-Макферсон - Рекс Саусгейт — начальник отдела - Джулианна Сакстон — женщина в розовом - Молли Том — женщина в кружевах - Дженнифер Ирвин — студентка - Сандра Скотт — миссис Харрингтон - Питер Стёрджесс — Портер - Рэй Айрленд — мистер Хэммонд - Марта Мэлоуни — няня - Стюарт Гамильтон — аккомпаниатор мадам Селитски |

## Производство
Кевин Салливан получил права на экранизацию романа в 1984 году и написал сценарий по роману Монтгомери совместно с Джо Визенфельдом.
Кастинг главных героев проходил по всей Канаде. Известная актриса Кэтрин Хепбёрн рекомендовала на роль Энн Ширли свою внучатую племянницу Скайлу Грант, которую телевизионная компания не утвердила из-за её американского происхождения. В результате, Скайла исполнила роль Дианы Барри, а на роль Энн взяли канадскую актрису Миган Фоллоуз.
При первом прослушивании Миган Фоллоуз не понравилась Салливану, и лишь на втором прослушивании ей удалось справиться с задачей лучше.
Фильм сняли за 10 недель. Салливан использовал разные локации для отображения «Зелёных крыш» и соединил их при монтаже.
Кевин Салливан также снял продолжение истории Энн Ширли в фильмах «Энн из Зелёных крыш: Продолжение» (1987), «Энн из Зелёных крыш Продолжение истории» (2000), а также другой вариант «Энн из Зелёных крыш: Новое начало» (2008). Им же осуществлена съёмка сериала «Дорога в Эйвонли», основанного на книгах Люси Мод Монтгомери, события которого разворачиваются в родных местах Энн Ширли.
В 2000—2001 годах Салливан подготовил ещё мультсериал « Anne of Green Gables: The Animated Series» с поучающе-образовательным наполнением. В 2005 году вышел полнометражный мультфильм «Anne: Journey to Green Gables».

## Последствия
Фильм удостоился множества номинаций и премий (включая Джемини, Эмми, Премию Пибоди).
Выход сериала принёс небывалый успех его автору и увеличил число поклонников книги, сделав остров Принца Эдуарда популярным туристическим местом. Наследники Монтгомери решили закрепить свои права на «Энн из зелёных крыш», чтобы зарегистрировать товарный знак на все работы писательницы. Это решение шло вразрез с правами Салливана на популяризацию своей продукции после успеха фильмов. Наследники в 1990-х годах подали в суд на режиссёра. Согласно их соглашению, Салливан обязан выплатить фиксированную плату наследникам в размере 425 000 долларов за право экранизации первой книги (и ещё 100 000 долларов за второй фильм по книге «Аня из Авонлеи»), плюс 10 % от прибыли проката первого фильма и 5 % от прибыли от второго. Также соглашение предоставило право наследникам узнавать финансовый отчет Sullivan Entertainment. Встречный иск режиссёра на 55 млн долларов за приостановку других проектов судья отклонил. Все разногласия участников разбирательств были урегулированы в 2006 году.
Ныне две организации обладают правами на торговую марку, касающуюся «Энн из Зелёных крыш»: The Anne of Green Gables Licensing Authority (AGGLA), включающая наследников Л. М. Монтгомери и провинцию острова Принца Эдуарда, а также Sullivan Entertainment — продюсерскую компанию Кевина Салливана, выпустившего ряд экранизаций произведений Монтгомери. AGGLA контролирует товарные знаки коммерческих товаров и услуг, связанные с литературными произведениями Монтгомери и любыми авторскими правами на книги Монтгомери, не перешедшими в общественное достояние. Sullivan Entertainment с разрешения AGGLA занимается продукцией и тиражированием всех произведённых студией экранизаций, а использование торгового знака «Anne of Green Gables» распространяется на сувениры по фильму, книги, DVD, CD и пр. Sullivan Entertainment также обладают правами на товарные знаки «Аня из Авонлеи», «Аня с острова Принца Эдуарда», «Дорога в Эйвонли».